# Ibériai rézsikló
Az ibériai rézsikló (Coronella girondica) Délnyugat-Európában és Észak-Afrikában honos kígyófaj.

## Megjelenése

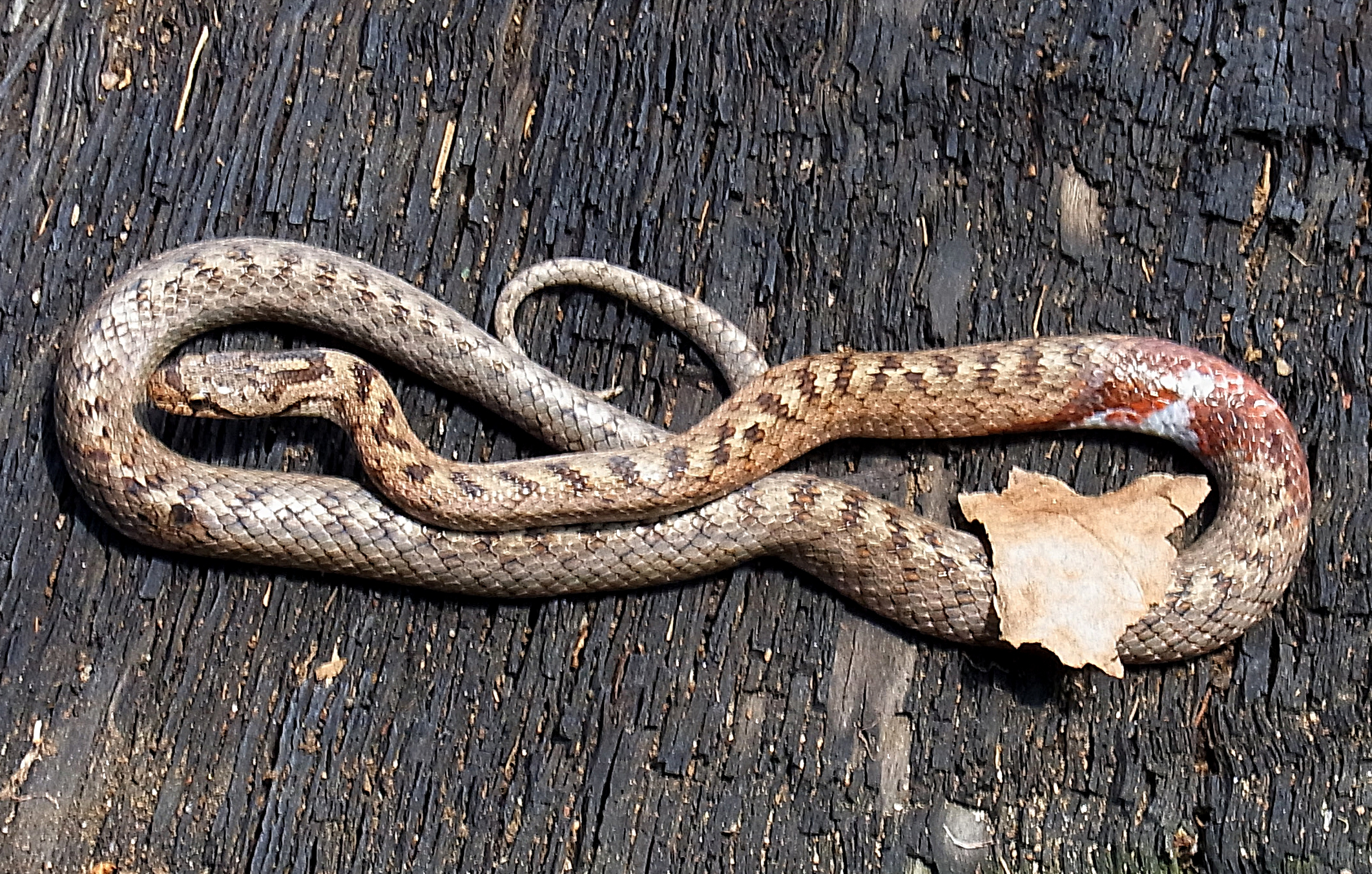
Ibériai rézsikló

Az ibériai rézsikló viszonylag kis méretű, karcsú kígyó, hossza általában 50 és 80 cm között van. Feje lapos, háromszög alakú; orra hegyes. Feje hátsó részén jellegzetes, világos alapon sötét V alakú rajzolatot visel (hasonlóan közeli rokonához, a Magyarországon is előforduló rézsiklóhoz). A fej elején és két oldalán keskeny sötét sáv figyelhető meg, amely áthalad az orr felső részén és a szemeken is. Teste kissé fémes árnyalatú szürke, barnásszürke vagy sárgásszürke színű, amit kisebb-nagyobb, szabálytalan sötétebb foltok vagy keresztsávok tarkítanak. Hasa világosabb; ezen is vannak kisebb foltok. Pikkelyei simák.

## Elterjedése
Európában és Észak-Afrikában honos. Európában az Ibériai-félszigeten, Dél-Franciaországban és Északnyugat-, valamint Közép-Olaszországban lehet vele találkozni. Északkelet-Olaszországból kipusztult, Szicílián és Dél-Olaszországban (egy elszigetelt apuliai populáció kivételével) nem fordul elő.
Afrikában a marokkói Rif-hegységtől Algérián keresztül Tunézia északnyugati csücskéig terjed élettere. Az alacsony fekvésű síkságoktól egészen 2900 méteres magasságig megél, de a magasabb hegységekből (Pireneusok, Alpok) hiányzik.

## Életmódja

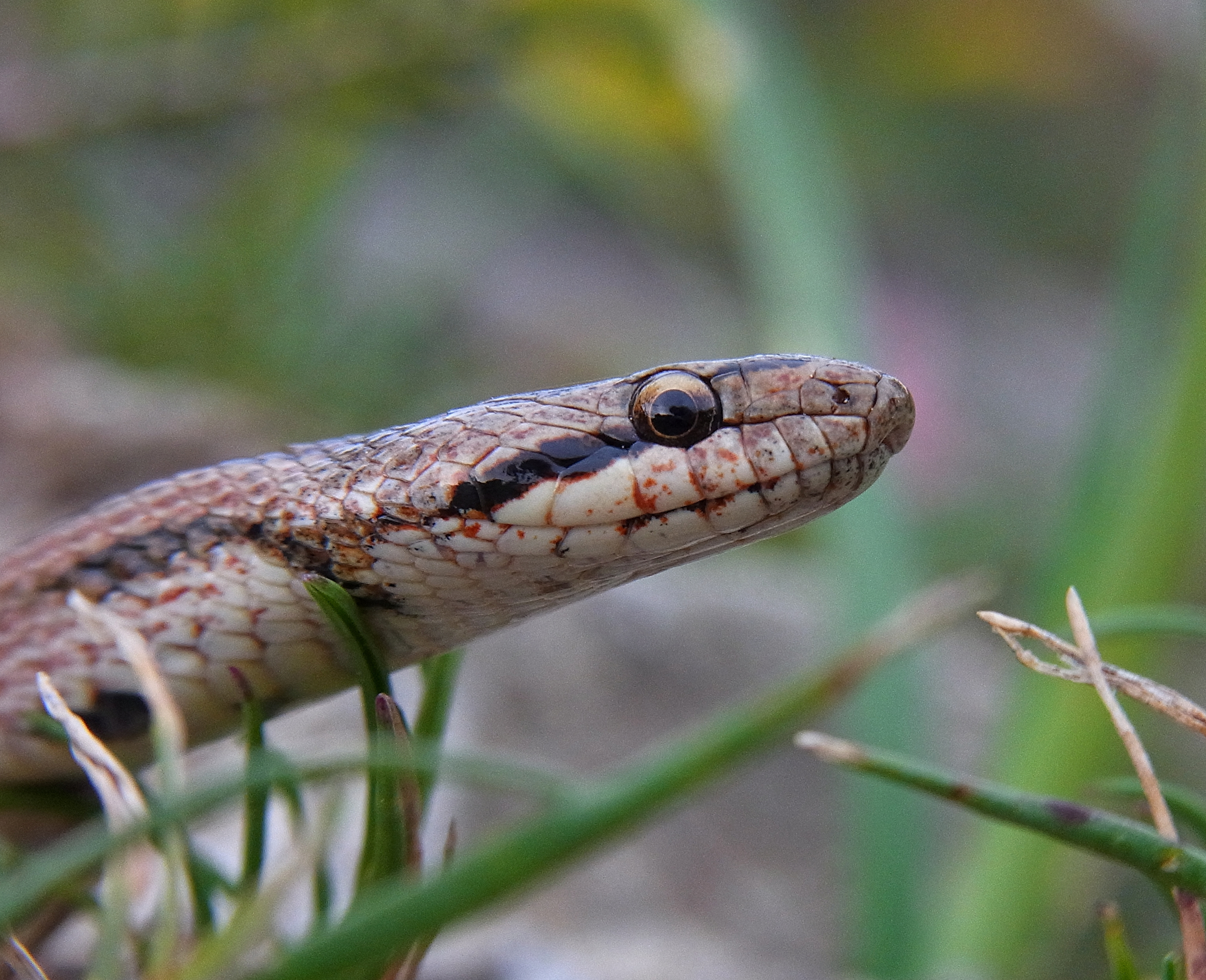
Feje oldalnézetből

A száraz, napos, ritkás vegetációjú, nyílt területeket kedveli: sziklás domboldalakat, elhagyott kőbányákat, erdők vagy bozótosok szélét. Elsősorban gyíkokkal táplálkozik, bár néha elkap egy-egy egeret, pockot vagy kisebb kígyót is. A fiatal példányok rovarokat esznek.
Éjjel vagy szürkületkor vadászik; nappal többnyire rejtőzik. Nem különösebben fürge, lassú mozgású kígyó. Nem agresszív, de ha megfogják, megmarhatja háborgatóját vagy ráfecskendezi anális mirigyeinek bűzös tartalmát. A hideget nem kedveli, Franciaországban már szeptembertől behúzódik telelőhelyére, ami egy trágya- vagy komposzthalom, esetleg korhadó fatörzs lehet.
Májusban párzanak; ezután a nőstény júliusban 1-16 (átlagosan 4,8) tojást rak. A kikelő rézsiklók kb. 10 cm-esek és nappal aktívak.

## Természetvédelmi helyzete
A faj nagy elterjedési területe és népes populációi miatt a Természetvédelmi Világszövetség Vörös listáján "nem fenyegetett" státusszal szerepel. Marokkóban a kipusztulás szélén áll. Spanyolországban és Franciaországban a mezőgazdaság intenzifikációja és az autóforgalom miatt visszaszorulóban van. Olaszországi populációi stabilak.